# Postponed
Postponed, né en 2011, est un cheval de course pur-sang anglais. 

## Carrière de courses
On ne peut pas dire que les débuts de Postponed étaient particulièrement attendus. Lorsqu'il s'élance au départ de son maiden à Newmarket en juillet de ses 2 ans, le poulain s'élance à 50/1. C'est pourtant un fils du grand Dubawi, pour lequel Cheikh Mohammed Obaid Al Maktoum a déboursé 360 000 Guinées aux ventes de yearlings d'octobre. Sous la houlette de Luca Cumani et la monte de celui qui sera son partenaire privilégié à l'avenir, Andrea Atzeni, Postponed termine cinquième. Puis ouvre son palmarès dans un maiden bien moins huppé disputé à Yarmouth, et termine sa saison sur un premier accessit dans une course richement dotée réservée à des poulains passés par les ventes. Tardif, Postponed commence à faire parler de lui l'année suivante, en prenant la troisième place pour sa rentrée dans les Craven Stakes, une préparatoire aux 2000 Guinées. Cependant encore un peu juste pour participer au classique, il poursuit sa route en prenant un nouvel accessit avant de renouer avec la victoire dans une Listed à l'été puis d'enchaîner avec un premier succès de prestige, dans les Great Voltigeur Stakes. Ce sera tout pour sa saison de 3 ans, terminée fin août : Postponed est préservé en vue des tournois pour chevaux d'âge l'année prochaine. 
À 4 ans, Postponed a changé de dimension et se montre régulier, franchissant le cap des groupe 1 dans la Tattersalls Gold Cup, dans laquelle il se classe troisième du solide Al Kazeem. Troisième à nouveau dans les importants Hardwicke Stakes durant le meeting d'Ascot, il connaît son jour de gloire en s'imposant dans les King George & Queen Elizabeth Stakes : il manque sans doute un champion au départ de cette édition qui rehausserait sa victoire (les cadors Golden Horn et Flintshire ont jeté l'éponge quelques jours avant l'épreuve, rebutés par le terrain lourd annoncé), mais en tout cas voilà Postponed lancé sur de bons rails, qui pourraient le mener vers le Prix de l'Arc de Triomphe. Son succès dans le Prix Foy fait de lui un prétendant sérieux. Mais, coup de théâtre, trois jours plus tard, son propriétaire annonce qu'il retire ses trente chevaux des boxes de Luca Cumani, Postponed inclus, sans explication. Pour Postponed, la saison est terminée, plus question de Prix de l'Arc de Triomphe. Quelques mois plus tard, Cheikh Mohammed Obaid s'expliquera sur ce brusque revirement, critiquant vertement Luca Cumani.
C'est donc pour l'entraînement de Roger Varian que Postponed effectue une nouvelle saison, qui sera la plus belle, presque parfaite. Il s'impose facilement pour sa rentrée dans le Dubaï City of Gold, un groupe  2, en préambule à un succès dans le Dubaï Sheema Classic, où il laisse à 2 longueurs le champion japonais Duramente et plus loin encore le globe-trotter irlandais Highland Reel. Pour sa rentrée européenne, il domine très largement la championne Found dans la Coronation Cup puis, après avoir du faire l'impasse sur les King George en raison d'un petit souci respiratoire, enchaîne un troisième groupe 1 d'affilée dans les International Stakes devant Higland Reel. Invaincu depuis le début de l'année, depuis plus d'un an même, Postponed est le meilleur cheval d'âge en Europe, et un favori tout indiqué du Prix de l'Arc de Triomphe. Misant sur sa fraîcheur, Roger Varian choisit de le garder au box jusqu'au grand rendez-vous de Longchamp. Mais le champion déçoit, ne pouvant faire mieux que cinquième dans une course dominée par les Irlandais de Coolmore qui truste le podium avec trois produits de Galileo : Found l'emporte devant Highland Reel et Order of St George. Cette défaite surprise le prive aussi du titre de cheval d'âge de l'année en Europe, qui revient à la valeureuse Found. Son rating FIAH de 124 est le huitième meilleur rating mondial en cette année 2016.   
Postponed reste à l'entraînement à 6 ans et repart pour une nouvelle campagne qui, comme celle de l'année précédente, commence à Dubaï. Cette fois, il est battu à la fois dans le City of Gold et le Sheema Classic, dont il prend la troisième place. Cette saison s'annonce moins éclatante que la précédente, mais finalement n'aura pas lieu : victime d'une fracture à l'entraînement en mai, Postponed est retiré de la compétition et dirigé vers le haras avec dans la besace quatre groupe 1 et près de 5 millions de livres de gains. 

### Résumé de carrière
| Date         | Hippodrome  | Pays        | Course                               | Statut      | Distance    | Jockey           | Place       | Écart       | Vainqueur ou deuxième |
| 2013, 2 ans  | 2013, 2 ans | 2013, 2 ans | 2013, 2 ans                          | 2013, 2 ans | 2013, 2 ans | 2013, 2 ans      | 2013, 2 ans | 2013, 2 ans | 2013, 2 ans           |
| ------------ | ----------- | ----------- | ------------------------------------ | ----------- | ----------- | ---------------- | ----------- | ----------- | --------------------- |
| 12 juillet   | Newmarket   | Royaume-Uni | Maiden                               |             | 1 400 m     | Andrea Atzeni    | 5e / 10     | 7 ¼         | True Story            |
| 14 août      | Yarmouth    | Royaume-Uni | Maiden                               |             | 1 400 m     | Kirsty Milczarek | 1er / 6     | 2 ½         | Epic Voyage           |
| 5 octobre    | Newmarket   | Royaume-Uni | Tattersalls Millions 2yo Trophy      |             | 1 400 m     | Andrea Atzeni    | 2e / 17     | 1 ½         | Oklahoma City         |
| 2014, 3 ans  |             |             |                                      |             |             |                  |             |             |                       |
| 17 avril     | Newmarket   | Royaume-Uni | Craven Stakes                        | Gr. 3       | 1 600 m     | Andrea Atzeni    | 3e / 6      | 3 ¾         | Toormore              |
| 3 mai        | Newmarket   | Royaume-Uni | Newmarket Stakes                     | Listed      | 2 000 m     | Andrea Atzeni    | 4e / 8      | 2 ½         | Barley Mow            |
| 19 juin      | Ascot       | Royaume-Uni | Tercentenary Stakes                  | Gr. 3       | 2 000 m     | Andrea Atzeni    | 3e / 8      | 1 ¾         | Cannock Chase         |
| 18 juillet   | Hampton     | Royaume-Uni | Glasgow Stakes                       | Listed      | 2 200 m     | Andrea Atzeni    | 1er / 6     | 3 ½         | Double Bluff          |
| 20 août      | York        | Royaume-Uni | Great Voltigeur Stakes               | Gr. 2       | 2 400 m     | Andrea Atzeni    | 1er / 9     | 2 ¼         | Snow Sky              |
| 2015, 4 ans  |             |             |                                      |             |             |                  |             |             |                       |
| 24 avril     | Sandown     | Royaume-Uni | Gordon Richards Stakes               | Gr. 3       | 2 000 m     | Adam Kirby       | 2e / 5      | 3/4         | Western Hymn          |
| 24 mai       | Curragh     | Irlande     | Tattersalls Gold Cup                 | Gr. 1       | 2 100 m     | Adam Kirby       | 3e / 6      | 1/2         | Al Kazeem             |
| 20 juin      | Ascot       | Royaume-Uni | Hardwicke Stakes                     | Gr. 2       | 2 400 m     | Adam Kirby       | 3e / 7      | 3 ¾         | Snow Sky              |
| 25 juillet   | Ascot       | Royaume-Uni | King George & Queen Elizabeth Stakes | Gr. 1       | 2 400 m     | Andrea Atzeni    | 1er / 7     | nez         | Eagle Top             |
| 13 septembre | Longchamp   | France      | Prix Foy                             | Gr. 2       | 2 400 m     | Andrea Atzeni    | 1er / 8     | 3/4         | Spiritjim             |
| 2016, 5 ans  |             |             |                                      |             |             |                  |             |             |                       |
| 5 mars       | Meydan      | Dubaï       | Dubai City of Gold                   | Gr. 2       | 2 400 m     | Andrea Atzeni    | 1er / 6     | 3           | Dariyan               |
| 26 mars      | Meydan      | Dubaï       | Dubaï Sheema Classic                 | Gr. 1       | 2 400 m     | Andrea Atzeni    | 1er / 9     | 2           | Duramente             |
| 4 juin       | Epsom       | Royaume-Uni | Coronation Cup                       | Gr. 1       | 2 400 m     | Andrea Atzeni    | 1er / 8     | 4 ½         | Found                 |
| 17 août      | York        | Royaume-Uni | International Stakes                 | Gr. 1       | 2 060 m     | Andrea Atzeni    | 1er / 12    | 1 ¼         | Highland Reel         |
| 2 octobre    | Longchamp   | France      | Prix de l'Arc de Triomphe            | Gr. 1       | 2 400 m     | Andrea Atzeni    | 5e / 16     | 6 ½         | Found                 |
| 2017, 6 ans  |             |             |                                      |             |             |                  |             |             |                       |
| 4 mars       | Meydan      | Dubaï       | Dubai City of Gold                   | Gr. 2       | 2 400 m     | Andrea Atzeni    | 2e / 10     | encolure    | Prize Money           |
| 25 mars      | Meydan      | Dubaï       | Dubaï Sheema Classic                 | Gr. 1       | 2 400 m     | Andrea Atzeni    | 3e / 7      | 4           | Jack Hobbs            |

## Au haras
Malgré son palmarès et malgré son père, Postponed, installé à Dalham Stud, ne déchaîne pas les passions au haras. Initiée à £ 20 000 la saillie en 2018, sa carrière d'étalon se poursuit à £ 5 000 en 2023.  

## Origines
Postponed est l'un des nombreux champions engendrés par Dubawi, l'un des meilleurs étalons au monde, et l'un des plus chers (£ 350 000 la saillie en 2023).
La mère, Ever Rigg, n'a pas remporté d'autres courses que son maiden mais elle a bien réussi au haras puisque, outre Postponed, elle a donné la bonne God Given (par Nathaniel), lauréate du Premio Lydia Tesio (groupe 1 à l'époque, en 2018), les Park Hill Stakes (Gr.2), le Prix Minerve (Gr.3) et les Pinnacle Stakes (Gr.3), avant de donner au haras Silver Knott (par Lope de Vega), deuxième notamment de la Breeders' Cup Juvenile Turf. Ever Rigg se recommande de sa mère, Bianca Nera, l'une des meilleures pouliches de sa génération à 2 ans, où elle remporta les Moyglare Stud Stakes. Bianca Nera est aussi la sœur de Hotelgenie Dot Com (par Selkirk), elle aussi très bonne à 2 ans (deuxième des Moyglare Stud Stakes, troisième du Fillies' Mile).

### Pedigree
| Origines de Postponed (IRE), mâle bai né en 2011 | Origines de Postponed (IRE), mâle bai né en 2011 | Origines de Postponed (IRE), mâle bai né en 2011 | Origines de Postponed (IRE), mâle bai né en 2011 |
| ------------------------------------------------ | ------------------------------------------------ | ------------------------------------------------ | ------------------------------------------------ |
| Père Dubawi 2002                                 | Dubai Millennium 1996                            | Seeking the Gold                                 | Mr. Prospector                                   |
| Père Dubawi 2002                                 | Dubai Millennium 1996                            | Seeking the Gold                                 | Con Game                                         |
| Père Dubawi 2002                                 | Dubai Millennium 1996                            | Colorado Dancer                                  | Shareef Dancer                                   |
| Père Dubawi 2002                                 | Dubai Millennium 1996                            | Colorado Dancer                                  | Fall Aspen                                       |
| Père Dubawi 2002                                 | Zomaradah 1995                                   | Deploy                                           | Shirley Heights                                  |
| Père Dubawi 2002                                 | Zomaradah 1995                                   | Deploy                                           | Slightly Dangerous                               |
| Père Dubawi 2002                                 | Zomaradah 1995                                   | Jawaher                                          | Dancing Brave                                    |
| Père Dubawi 2002                                 | Zomaradah 1995                                   | Jawaher                                          | High Tern                                        |
| Mère Ever Rigg 2005                              | Dubai Destination 1999                           | Kingmambo                                        | Mr. Prospector                                   |
| Mère Ever Rigg 2005                              | Dubai Destination 1999                           | Kingmambo                                        | Miesque                                          |
| Mère Ever Rigg 2005                              | Dubai Destination 1999                           | Mysterial                                        | Alleged                                          |
| Mère Ever Rigg 2005                              | Dubai Destination 1999                           | Mysterial                                        | Mysteries                                        |
| Mère Ever Rigg 2005                              | Bianca Nera 1994                                 | Salse                                            | Topsider                                         |
| Mère Ever Rigg 2005                              | Bianca Nera 1994                                 | Salse                                            | Carnival Princess                                |
| Mère Ever Rigg 2005                              | Bianca Nera 1994                                 | Birch Creek                                      | Carwhite                                         |
| Mère Ever Rigg 2005                              | Bianca Nera 1994                                 | Birch Creek                                      | Deed (famille 14-c)                              |